# اکساپینار، سریک
اکساپینار (به لاتین: Akçapınar, Serik) یک منطقهٔ مسکونی در ناحیه سریک، استان آنتالیا، ترکیه است.